# Ghiacciaio Pimpirev
Il Ghiacciaio Pimpirev (in lingua bulgara: Пимпирев ледник, Pimpirev lednik) è un ghiacciaio antartico situato nel settore orientale dell'Isola Livingston, che fa parte delle Isole Shetland Meridionali, in Antartide. 

## Caratteristiche
È situato a sud dello spartiacque tra il Canale di Drake e lo Stretto di Bransfield, a sudest del Ghiacciaio Tundzha,  a sudovest del Saedinenie Snowfield, a ovest del Ghiacciaio Perunika e  est-nordest del Ghiacciaio Kamchiya. È delimitato dai versanti sudorientali delle Oryahovo Heights e dal versante nordoccidentale dello Snow Peak.
Si estende su una lunghezza di 5,5 km in direzione sudest-nordovest e 1,8 km in direzione nordovest-sudest; fluisce in direzione nord nella Hero Bay tra Avitohol Point e Remetalk Point. Il ghiacciaio fluisce in direzione sud verso la Pimpirev Beach, terminando per lo più sulla costa e in qualche occasione penetrando fino alle acque della South Bay a est-nordest di Ereby Point.

## Denominazione
La denominazione è stata assegnata dalla Commissione bulgara per i toponimi antartici in onore di Christo Pimpirev, geologo della Prima Spedizione antartica bulgara del 1987/88 e leader delle successive campagne antartiche. Il nome originario di Pimpirev Ice Wall era stato attribuito il 29 ottobre 1996 a una scarpata di ghiaccio rettilinea e lunga 50&bnsp;m, disposta in senso parallelo a circa un centinaio di metri di distanza dalla costa della South Bay a nordest de Ereby Point. In seguito ai successivi cambiamenti della configurazione della calotta glaciale, il 4 novembre 2005 al ghiacciaio fu assegnata l'attuale denominazione.

## Localizzazione
Il ghiacciaio è centrato alle coordinate 62°36′25″S 60°25′00″W.
Mappatura spagnola dettagliata da parte del Servicio Geográfico del Ejército nel 1991. Rilevazione topografica bulgara sulla base dei dati della spedizione Tangra 2004/05 con mappatura nel 2005 e 2009. 

## Mappe
- L.L. Ivanov. Livingston Island: Central-Eastern Region. Scale 1:25000 topographic map.  Sofia: Antarctic Place-names Commission of Bulgaria, 1996.
- L.L. Ivanov et al. Antarctica: Livingston Island and Greenwich Island, South Shetland Islands. Scale 1:100000 topographic map. Sofia: Antarctic Place-names Commission of Bulgaria, 2005.
- L.L. Ivanov. Antarctica: Livingston Island and Greenwich, Robert, Snow and Smith Islands. Scale 1:120000 topographic map.  Troyan: Manfred Wörner Foundation, 2009.  ISBN 978-954-92032-6-4